# Ilex petiolaris
Ilex petiolaris là một loài thực vật có hoa trong họ Aquifoliaceae. Loài này được Benth. mô tả khoa học đầu tiên năm 1852.